# 성준모
성준모(1981년 10월 27일 ~ )는 대한민국의 전직 스타크래프트 프로게이머이다. Enough라는 아이디를 사용하며, 종족은 저그이다. 전 KTF 매직엔스(현 KT 롤스터) 소속.
2000년부터 프로게이머로 활동하였으며 2003년에 은퇴하였다.
프로게이머 활동 당시 버터스러운 이미지를 가지면서 버터저그라는 별명을 가졌다.
아트록스 프로게이머로 활동한 경력이 있다.
은퇴 후 e스포츠 포털 사이트인 파이터포럼의 기자로 활동하기도 했으며 MBC게임의 예능 프로그램의 진행을 맡기도 했다.
2015년 10월 19일 스타크래프트2 경기 조작 브로커로서 검찰에서 조사받고 있다.

## 수상 경력
성준모의 주요 기록은 승부조작 사건 이후, 한국e스포츠협회로부터 영구 제명되어 공식 기록에서 전부 삭제되었다.
- 2001년 제1회 온게임넷 아트록스 리그 우승
- 2001년 제2회 온게임넷 아트록스 리그 8강
- 2001년 코카콜라배 온게임넷 스타리그 8강
- 2001년 KPGA 9월투어 8강
- 2001년 KPGA 11월투어 8강
- 2002년 제4회 CJB배 스타크래프트 우승
- 2002년 KPGA 투어 1차리그 16강